# 자유보수주의 정당 목록
이 문서는 세계의 자유보수주의 정당들의 목록이다. 자유보수주의 정당들은 보통 중도우파 성향을 지닌다.

## 지역별 자유보수주의 정당

### 아시아
아제르바이잔
- 신아제르바이잔당

 아르메니아
- 부흥당

 일본
- 국민민주당

 조지아
- 통합민족전선

 중화민국
- 중국 국민당
- 친민당

 홍콩
- 자유당

### 유럽
그리스
- 신민주주의당

 노르웨이
- 우파당

 덴마크
- 보수인민당

 독일
- 우니온
  - 독일 기독교민주연합
  - 바이에른 기독교사회연합

 라트비아
- 통합당

 러시아
- 우파 연합

 루마니아
- 민주자유당

 몬테네그로
- 진보전선

 몰도바
- 자유민주당

 벨기에
- 신플람스 연맹

 스위스
- 시민자유당

 스웨덴
- 온건당

 스페인
- 국민당

 아이슬란드
- 독립당

 아일랜드
- 피너 게일

 알바니아
- 알바니아 민주당

 영국
- 보수당

 이탈리아
- 포르차 이탈리아

 체코
- 시민민주당
- TOP 09

 포르투갈
- 사회민주당

 폴란드
- 동맹당

 프랑스
- 공화당

 핀란드
- 국민연합당

### 아프리카
가나
- 신애국당

### 북아메라카
미국
- 공화당

 캐나다
- 보수당

### 중·남아메리카
도미니카 연방
- 국가진보당

 브라질
- 민주당

 아르헨티나
- 민주중도연합
  - 제안공화당

 에스토니아
- 통일공화당

 온두라스
- 국민당

 우루과이
- 국민당

 자메이카
- 노동당

 칠레
- 국민혁신

 콜롬비아
- 사회민족통일당

### 오세아니아
뉴질랜드
- 뉴질랜드 국민당

 오스트레일리아
- 오스트레일리아 보수연립
  - 오스트레일리아 자유당
  - 퀸즐랜드 자유국민당
  - 지역자유당

## 기타
- 지역정당은 따로 표기
  - 예: 스코틀랜드 국민당은 영국의 정당이지만 스코틀랜드 지역정당이기 때문에 "ㅇ" 항목이 아닌 "ㅅ" 항목에 표기한다.
- 타이완은 중화민국으로 표기
- 대륙별로 분류, 대륙 내 자유보수주의 정당이 존재하는 국가의 순서는 가나다 순으로 분류하되 정당은 그 나라의 인기, 의석수로 분류